# Antifeminisme

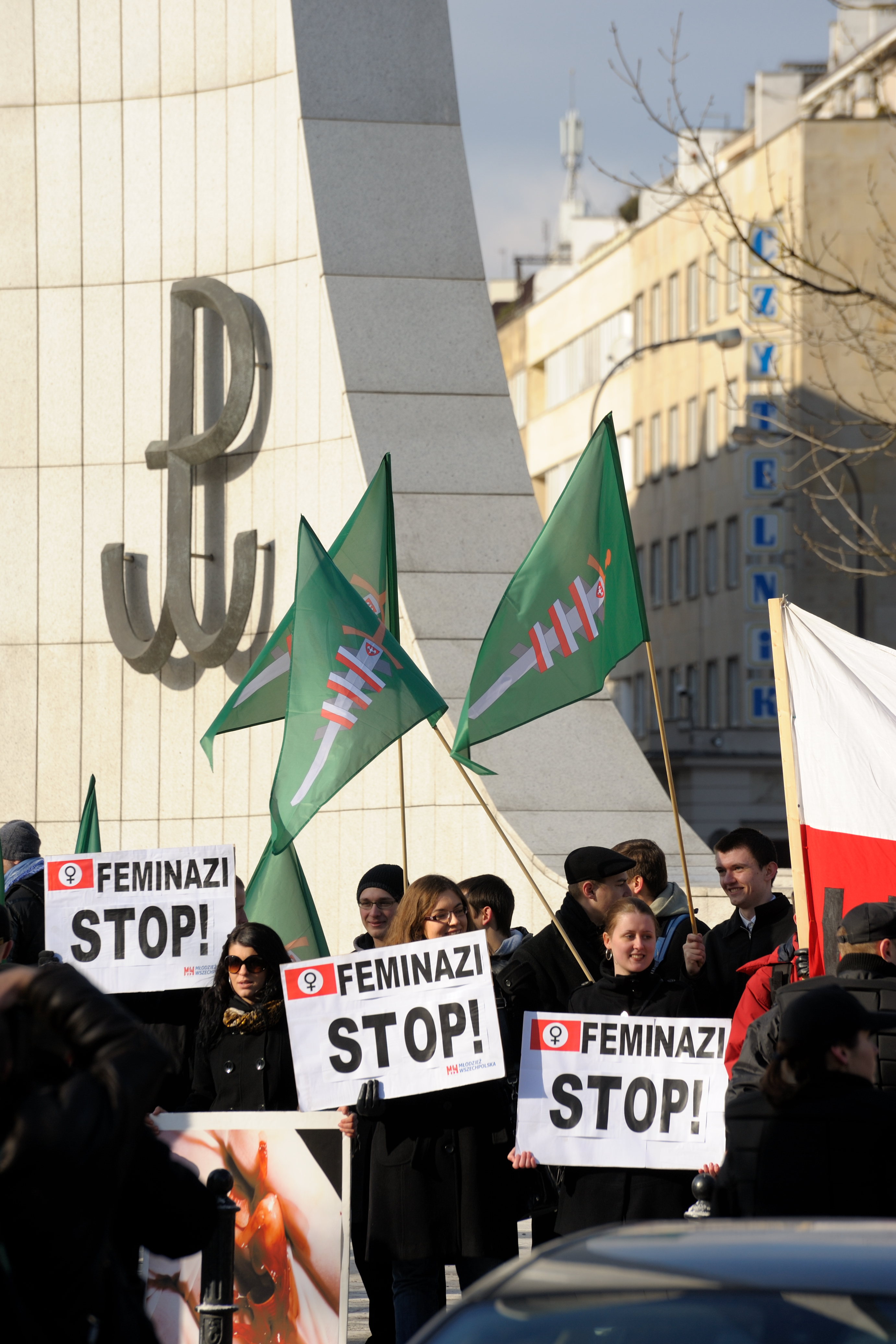
Poolse nationalisten protesteren in Warschau tijdens Internationale Vrouwendag 2010. Zij dragen borden met de tekst "Feminazi stop" waarbij het vrouwensymbool is verwerkt in een nazivlag.

Antifeminisme, ook wel contrafeminisme is weerstand tegen sommige of alle vormen van feminisme. Antifeministen aan het eind van de 19e eeuw en begin van de 20e eeuw waren tegen vrouwenkiesrecht, terwijl antifeministen aan het eind van de 20e eeuw in de Verenigde Staten zich verzetten tegen het Equal Rights Amendment. Anderen, met name antifeministen in de 21e eeuw reageren op de ideologie van het feminisme, die volgens hen geworteld is in vijandigheid tegenover mannen. De beweging van het antifeminisme is echter breed, net zoals de beweging van het feminisme zelf.
De term antifeminisme is bedacht door de Duitse vrouwenrechtenactivist Hedwig Dohm in haar boek Die Antifeministen uit 1902. De term baseerde ze op het woord antisemitisme. In 1882 was door de Franse Hubertine Auclert de term feminisme geïntroduceerd.

## Antifeministische standpunten
Antifeministen hebben zeer uiteenlopende argumenten en beweegredenen. Veel voorkomende antifeministische standpunten zijn:
- De sociale rollen van "de vrouw" versus "de man" zijn natuurlijk en onoverbrugbaar.
- Er bestaan fundamentele verschillen tussen vrouwen en mannen, die voortkomen uit hun biologische aard.
- Vanuit hun biologische aard zijn vrouwen ongeschikt voor studie, arbeid en politiek, en is hun natuurlijke bestemming in het gezin.
- Vrouwen moeten vanuit een religieus standpunt een andere rol vervullen dan mannen.[3]

De betekenis van antifeminisme verandert in de loop der tijd en is ook verschillend per cultuur. Het antifeminisme wordt zowel door mannen als door vrouwen aangehangen. Sommige organisaties van vrouwen hebben bijvoorbeeld in het verleden campagne gevoerd tegen het vrouwenkiesrecht, onder andere in Engeland. Deze organisaties worden als antifeministisch beschouwd.
Sommige antifeministen zien het feminisme als een ontkenning van de aangeboren verschillen tussen de geslachten, en zien het als een poging om mensen te programmeren tegen hun biologische neigingen. Antifeministen beweren ook vaak dat het feminisme, ondanks dat het zegt gelijkheid na te streven, juist de rechten en problemen negeert die uniek zijn voor mannen. Sommigen geloven dat de feministische beweging haar doelstellingen heeft bereikt en denken dat deze beweging juist een hogere status voor vrouwen opeist dan voor mannen, bijvoorbeeld via speciale vrouwenrechten en uitzonderingen, zoals beurzen voor vrouwen, positieve vrouwenactie, of het vrouwenquotum.
Sommige antifeministen betogen dat het feminisme heeft geleid tot veranderingen van de seksuele moraal. Dit vinden zij schadelijk voor de traditionele waarden en voor religieuze overtuigingen. Zo worden vrije seks en de vele echtscheidingen gezien als negatieve gevolgen van het feminisme. Sommige van deze antifeministen zijn tegen de komst van vrouwen op de werkvloer, in de politiek en bij verkiezingen. Zij zijn voorstander van handhaving van de autoritaire positie van de man in het gezin. Ook zien sommige antifeministen de veranderende rol van vrouwen als een destructieve kracht die het gezin in gevaar brengt, of die in strijd is met de religieuze moraal.

### Reacties op het antifeminisme vanuit feministische hoek
De feministische socioloog Michael Flood stelt dat een antifeminist ten minste een van de volgende algemene beginselen van het feminisme verwerpt:
1. Sociale gewoontes op het gebied van gender tussen mannen en vrouwen gelden niet van nature en zijn ook niet door God verordonneerd.
2. Deze sociale gewoontes werken in het voordeel van mannen.
3. Er zijn acties nodig om deze gewoontes om te vormen naar rechtvaardiger en billijkere gewoontes.

De Canadese sociologen Melissa Blais en Franciscus Dupuis-Déri menen dat het antifeminisme de vorm heeft aangenomen van een extreme versie van masculinisme, waarin "mannen in crisis verkeren door de feminisering van de samenleving".

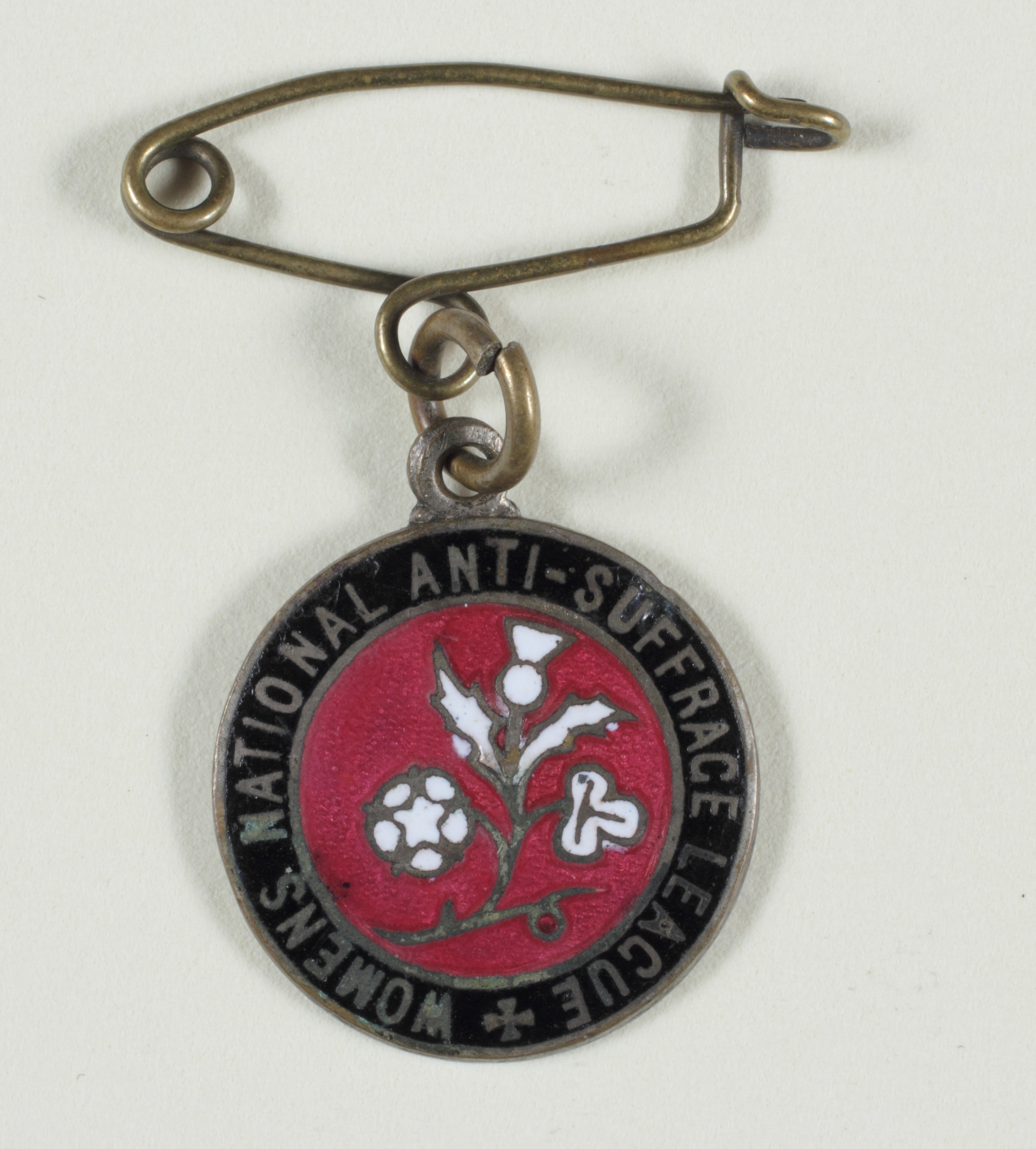
Speldje van de 'Women's National Anti-Suffrage League' (1908-1910), een Engelse vrouwenorganisatie gekant tegen het parlementair kiesrecht voor vrouwen.

Michael Kimmel definieert het antifeminisme als "tegenstand tegen gelijke kansen voor vrouwen". Hij zegt dat antifeministen tegenstander zijn van de komst van vrouwen in het publiek domein en in het bedrijfsleven. Antifeministen kunnen ook tegenstander zijn van de controle die vrouwen over hun eigen lichaam willen hebben, of tegenstander van vrouwenrechten in het algemeen. Kimmel schrijft verder dat de antifeministische argumenten gebaseerd zijn op religieuze en culturele normen en waarden. Antifeministen vinden de traditionele verdeling van arbeid op grond van geslacht natuurlijk en onvermijdelijk, misschien ook door God voorbestemd.

### Relatie met seksisme en misogynie
Antifeminisme hoeft niet samen te vallen met seksisme. Seksisme wordt gebruikt om minachting te laten zien aan een persoon vanwege diens geslacht. Daarmee wordt de waardigheid van deze persoon aangetast. Antifeministen kunnen zich echter wel schuldig maken aan seksisme, of seksisme kan een onderliggende motivatie zijn voor antifeministische standpunten.
Misogynie is vrouwenhaat. De meningen onder theoretici verschillen of antifeminisme een uiting van misogynie zou zijn.

## Geschiedenis

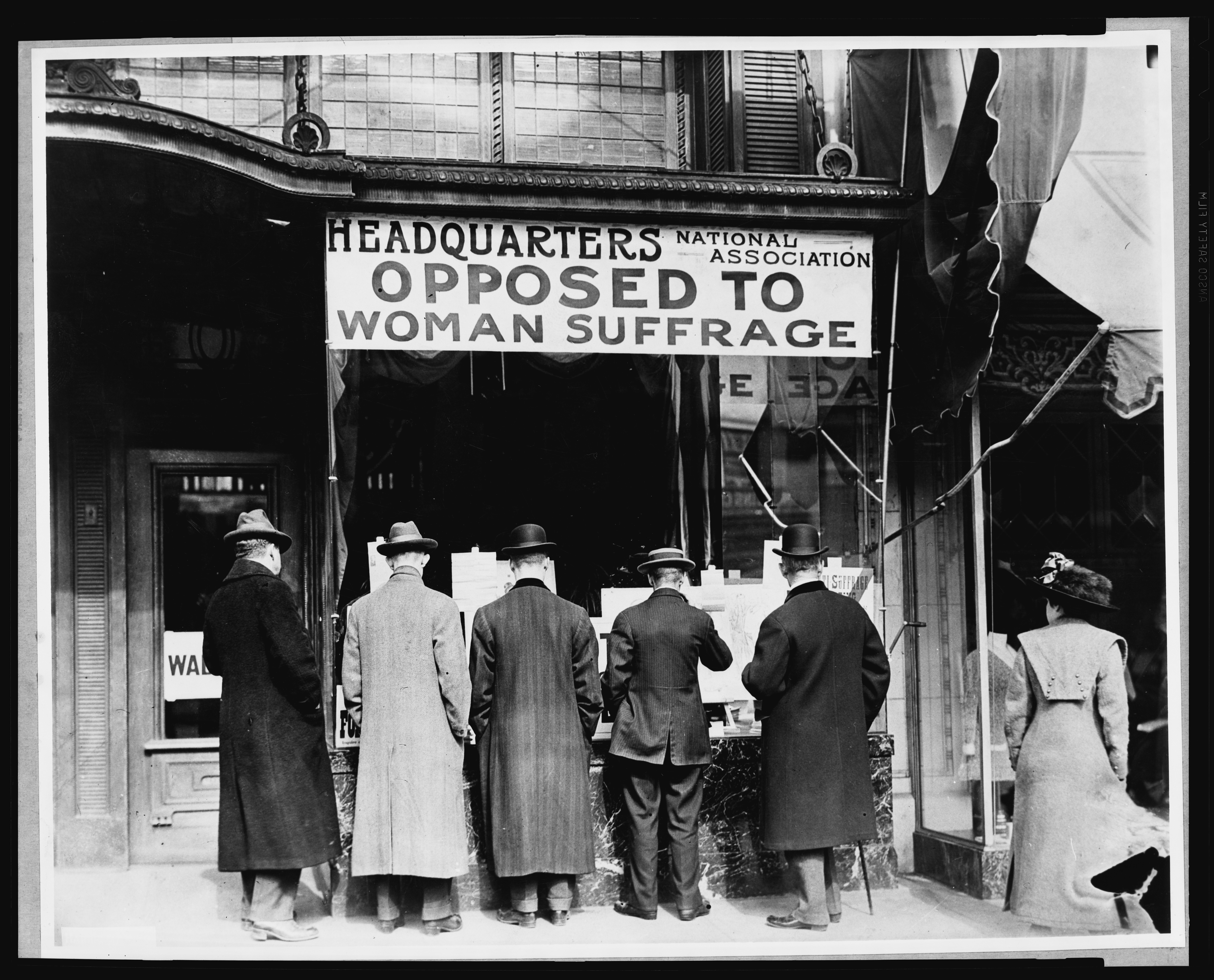
Amerikaanse tegenstanders van het vrouwenkiesrecht in het begin van de 20e eeuw

### 19e eeuw
De "vrouwenbeweging" begon in 1848. In dat jaar vroegen Elizabeth Stanton en Susan B. Anthony om stemrecht en vele andere rechten voor vrouwen, zoals het recht op onderwijs, vrijheid om te werken, huwelijksrechten en eigendomsrechten, en het recht om zelf te kiezen voor het moederschap. Tegen het eind van de 19e eeuw begon al een culturele tegenbeweging. Janet Chafetz onderzocht medio jaren 80 van de 20e eeuw de antifeministische bewegingen, die als reactie op de eerste feministische golf ontstonden. Zij vond in haar onderzoek 32 organisaties. Deze tegenbewegingen ontstonden als reactie op de groeiende eisen van vrouwen, die door leden van de tegenbewegingen gezien werden als bedreigend voor de toenmalige manier van leven. Hoewel de leden van tegenbewegingen niet alleen mannen waren, ervoeren mannen toen al wat sommigen nu de "crisis van de mannelijkheid" noemen. De reacties op de groei van het feminisme waren gevarieerd. Sommige mannen onderschreven de feministische ideologie, maar anderen werden juist antifeminist. De mannen die in dit antifeministische model geloofden, haalden religieuze en natuurlijke wetten van stal om te benadrukken dat vrouwen moesten terugkeren naar de privésfeer, met als doel mannen en vrouwen van elkaar te scheiden en vrouwen ervan te weerhouden mannen in het openbaar uit te dagen.

In de 19e eeuw was het verzet tegen het vrouwenkiesrecht een van de belangrijkste speerpunten van het antifeminisme. De strijd voor het vrouwenkiesrecht begon als beweging in 1848 en duurde meer dan zeventig jaar.

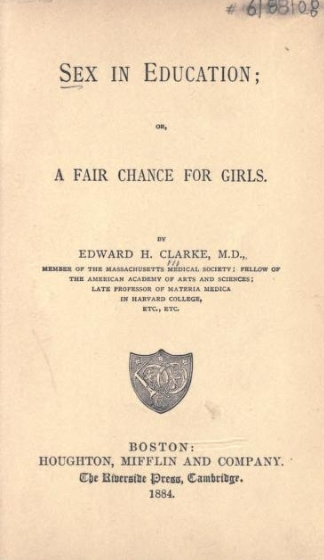
Titelpagina van het boek Sex in Education

Er waren ook tegenstanders van het recht op hoger onderwijs voor vrouwen. Zij betoogden dat het hoger onderwijs een te grote fysieke belasting voor vrouwen zou vormen. Edward Clarke, arts en hoogleraar aan Harvard, betoogde in zijn boek, Sex in Education: or, a Fair Chance for the Girls (1873) dat als vrouwen naar de universiteit zouden gaan, hun hersenen groter en zwaarder zouden worden, maar hun baarmoeder zou atrofiëren. Andere antifeministen waren tegen de deelname van vrouwen aan de beroepsbevolking, tegen hun recht om lid te worden van een vakbond, tegen hun recht om in een jury zitting te nemen, en tegen het aanschaffen van anticonceptie door vrouwen.
De pro-familie beweging ontstond rond 1870. Deze beweging wilde iets doen aan het stijgende aantal echtscheidingen en wilde de traditionele familiewaarden herstellen. De National League for the Protection of the Family, eerdere bekend als Divorce Reform League nam de pro-familie beweging in 1881 over. Samuel Dike was een van de oprichters van de League, en werd beschouwd als een expert op het gebied van echtscheiding. Door zijn inspanningen kreeg de League veel aandacht van pro-family aanhangers. De League onderging in de loop der jaren een verschuiving; van de strijd tegen echtscheidingen ging de organisatie werken aan het bevorderen van het huwelijk en het traditionele gezin. Deze beweging gebruikte argumenten die het hedendaagse antifeminisme nog steeds gebruikt.
Ook in Nederland deden antifeministen van zich horen. In een krantenartikel uit 1899 betoogt de schrijver dat het recht op werk en het verlangen naar het afschaffen van de voogdij waar alle vrouwen onder stonden, alleen goed zou zijn voor enkele alleenstaande vrouwen, waarvan een deel overigens in een klooster zou kunnen intreden. Voor getrouwde vrouwen zou het nergens goed voor zijn, het is in strijd met de natuur. "Man en vrouw zijn als mensch gelijk, maar in het huwelijk is de man het hoofd van de vrouw". Hij begrijpt dan ook niet dat vrouwen voor een recht op echtscheiding pleiten.

### Begin van de 20e eeuw
Het vrouwenkiesrecht werd in vele landen van kracht rond de jaren 1920. Het antifeminisme uit het begin van de 20e eeuw was dan ook hoofdzakelijk gericht op het bestrijden van vrouwenkiesrecht. Onder de tegenstanders waren ook vele vrouwen. Hun argumenten hadden niet zozeer te maken met de plaats van de vrouw in het huishouden, maar met de plaats die vrouwen via het kiesrecht moesten gaan innemen in het publiek domein. Velen - ook leiders van deze beweging - moedigden andere vrouwen juist wel aan om hun huishouden te verlaten en deel te nemen aan de samenleving. Waar ze tegenstander van waren, was deelname van vrouwen aan de politiek. Daar waren twee redenen voor. Sommigen waren van mening dat vrouwen al overbelast waren. De meerderheid was echter van mening dat deelname van de vrouw aan de politiek haar deelname aan andere sociale en maatschappelijke taken zou belemmeren. Als vrouwen moesten gaan stemmen, zouden ze zich moeten verbinden aan een bepaalde partij, waardoor ze niet meer politiek neutraal konden blijven. Zij meenden dat dit vrouwen juist zou belemmeren om invloed op de wetgevende macht uit te oefenen.
In Nederland heerst tijdens de eerste feministische golf ook antifeminisme in het parlement. Partijen met een antifeministisch beleid waren vooral de Rooms-Katholieke Staatspartij, de Anti-Revolutionaire Partij en de Christelijk Historische Unie. Deze drie partijen kregen in deze periode samen 45-60% van de stemmen.

### Midden 20ste eeuw
Volgens onderzoek door Zonneke Matthée was de Nederlandse NSB van Mussert, die bestond in de periode 1931-1948, antifeministisch. Toch waren ca. 30.000 vrouwen lid van de NSB. Zij vonden dat door het feminisme de seksuele moraal verdwenen was, het moederschap en huwelijk waren uitgehold, zelfs dat het land als geheel hierdoor in een crisis terecht was gekomen.

### Eind 20ste eeuw

#### Equal Rights Amendment in de VS
Het Equal Rights Amendment (ERA, amendement voor gelijke rechten) is een voorgestelde wijziging van de Grondwet van de Verenigde Staten waarmee iedere burger, ongeacht zijn of haar geslacht, gelijke rechten zou krijgen. Dit amendement werd in 1950 en 1953 al aangenomen door de Senaat, maar stond nog steeds ter discussie. In 1972 werd het amendement gesteund door de twee grote partijen en werd het immens populair. Het amendement werd echter in 1982 niet aangenomen door het Congres, en is daardoor niet in de Amerikaanse wetgeving opgenomen.
Jerome Himmelstein trof in 1986 twee theorieën aan voor de grote populariteit van het antifeminisme en de rol daarvan tegen het ERA:
1. Er bestaat een tegenstelling tussen de upper-class liberalen en de lower-class conservatieven. Bepaalde sociale klassen zijn meer antifeministisch dan andere.
2. Vrouwen die zich kwetsbaar voelen omdat zij afhankelijk van mannen zijn, verzetten zich tegen veranderingen die hun kwetsbare stabiliteit bedreigen. Volgens deze theorie steunen goed opgeleide, onafhankelijke carrièrevrouwen het feminisme, terwijl huisvrouwen die niet over dergelijke voordelen beschikken, zich meer aangetrokken voelen tot het antifeminisme.

Volgens Himmelstein zelf zijn beide theorieën op zijn minst gedeeltelijk onjuist. Volgens hem is de scheidslijn tussen feministen en antifeministen eerder cultureel bepaald dan dat deze voortvloeit uit verschillen in economische en sociale status.
Val Burris stelde in 1983 dat mannen met een hoog inkomen vooral tegenstander van het amendement waren, omdat zij het meest te verliezen hadden als de ERA zou worden ingevoerd. Het betekende meer concurrentie voor banen en wellicht ook een lager gevoel van eigenwaarde.

##### Haydenbepaling
Bij de ERA werd tijdens de behandeling in de Senaat een extra bepaling gevoegd, de "Hayden rider". Door deze toevoeging zouden vrouwen hun bestaande en toekomstige bijzondere bescherming behouden. Volgens de tegenstanders van deze bepaling werden hierdoor vrouwen niet volledig gelijkgesteld aan mannen. De bepaling luidde als volgt: 
The provisions of this article shall not be construed to impair any rights, benefits, or exemptions now or hereafter conferred by law upon persons of the female sex. (De bepalingen van dit artikel zullen niet gebruikt worden om schade toe te brengen aan wettelijke rechten, aanspraken, of vrijstellingen, voor personen van het vrouwelijke geslacht.)

#### Abortus
Abortus blijft aan het eind van de 20ste eeuw een van de meest controversiële onderwerpen in de Verenigde Staten, ondanks de uitspraak van het Amerikaanse Hooggerechtshof in 1973 in de zaak Roe v. Wade. Het gerechtshof oordeelde dat de meeste wetten die abortus verboden ongrondwettelijk waren.
Het argument van de onwenselijkheid van abortus werd door veel antifeministen gebruikt. Pro-life-argumenten hielpen het expliciete antifeminisme en rechtse politici aan de macht. Geschriften tegen abortus en commentaar uit conservatieve hoek verweten de feministische beweging egoïsme en egocentrisme in relatie tot het ongeboren kind.

#### Tweede feministische golf in Nederland
Tijdens de tweede feministische golf waren in Nederland vooral Man Vrouw Maatschappij en Dolle Mina actief in de strijd voor gelijkheid van vrouwen op allerlei gebied.   Ook in het parlement werden discussies gevoerd over het feminisme. Partijen met antifeministisch beleid waren Gereformeerd Politiek Verbond, Reformatorische Politieke federatie en de Staatkundig Gereformeerde Partij. Deze partijen samen kregen rond 4% van de stemmen. Het antifeminisme was tijdens deze periode dus veel minder sterk in het parlement vertegenwoordigd dan tijdens de eerste feministische golf. Een verschil met de eerste golf is tevens dat niet alle christelijke partijen antifeministisch waren, maar slechts genoemde 3. De grotere christelijke partijen ARP, CHU, RKSP (later het CDA) hebben in deze periode geen expliciet antifeministisch beleid.

### 21ste eeuw
Sommige van de huidige antifeministische tendensen kunnen teruggevoerd worden op de opkomst van religieus rechts in de late jaren 1970. Diverse media hebben aandacht besteed aan het gebruik van de hashtag #WomenAgainstFeminism in sociale media (#VrouwenTegenFeminisme). De antifeministen uit het begin van de 21ste eeuw betogen dat het feminisme vijandig is tegenover mannen. Ook menen zij dat vrouwen in de 21ste eeuw niet meer onderdrukt worden, althans niet in de in Westerse landen.
The Guardian en een Engelstalige website, Jezebel, maakten melding van een toenemend aantal vrouwelijke beroemdheden die het feminisme afwijzen. Zij zouden zich in plaats daarvan achter het humanisme stellen. Een profeminisme speech van de Australische Senator Penny Wong in 2014 leidde ertoe dat een aantal vrouwen zich humanist en antifeminist ging noemen. Zij betoogden in een artikel in The Guardian dat het feminisme een discriminerende ideologie is, die vrouwen in beeld brengt als slachtoffers. Naar aanleiding daarvan plaatste Time Magazine in 2014 het woord "feminist" op de jaarlijkse lijst van woorden die niet meer gebruikt zouden moeten worden. Toen er vanuit het publiek zeer veel stemmen op werden uitgebracht, namelijk 51%, bood een hoofdredacteur van het blad zijn excuses aan en werd het woord verwijderd uit de stemming.
Ook in 2014 speelde #Gamergate. Mannelijke gamers reageerden antifeministisch op de feministische houding van vrouwen in de gamewereld. Er kwam een haatcampagne op gang tegen een aantal van deze vrouwen, waardoor programmeurs Brianna Wu en Zoe Quinn en blogger Anita Sarkeesian moesten onderduiken.
Peter Lloyd, journalist en schrijver van het boek Stand by your manhood (2014), verwijt de feministen dat zij helemaal niet uit zijn op gelijkheid. Hij betoogt dat de mannen juist onderdrukt worden. Inderdaad zijn er meer mannen aan de top, maar aan de onderkant van de samenleving zijn juist ook meer mannen. Mannen doen het minder goed in het onderwijs, ze zijn vaker dakloos dan vrouwen en ook vaker werkloos. Ze zijn ook vaker slachtoffer van geweld en plegen vaker zelfmoord. Mannen komen vaak slecht uit een echtscheiding, zij moeten veel alimentatie betalen en verliezen vaker dan vrouw het omgangsrecht met hun kinderen. Hij verwijt de feministen dat ze alleen strijden voor een bevoorrechte positie voor vrouwen en dat ze niet samen optrekken met mannen om ál het onrecht te bestrijden.

## Enkele organisaties op het gebied van antifeminisme

### Nederland
RK Vrouwenbond. Deze werd in 1912 opgericht, met steun van het episcopaat. De beweging wilde de rooms-katholieke opvattingen over opvoeding, moederschap en gezin uitdragen. De bond mocht geen politieke opvattingen hebben. De bond had kritiek op de anti-godsdienstige basis van het feminisme, en op de manier waarop feministische vrouwen voor hun rechten streden. De bond kreeg in 1937 de naam Katholiek Vrouwengilde. Na de Tweede Wereldoorlog kwamen er afsplitsingen, de Katholieke Arbeidersvrouwenbeweging en de Katholieke Boerinnenbond. Het Katholiek Vrouwengilde bleef bestaan voor andere vrouwen en werd in 2005 opgeheven. De standpunten waren op dat moment verzacht, de leden mochten zich met de politiek bemoeien, en zelfs had de bond een paar emancipatiemedewerkers in dienst.
In 1919 werd de Nederlandsche Christenvrouwenbond opgericht. Deze bond had een genuanceerd standpunt. Er was waardering voor het feminisme, omdat daarmee vrouwen opgeroepen nuttig werk te doen. Maar de NCVB was er tegenstander van dat vrouwen gingen werken in zogeheten mannenberoepen, omdat de aard en aanleg van de vrouw dat niet toelaten.

Verschillende politieke partijen waren of zijn antifeministisch. Het vrouwenstandpunt van de Staatkundig Gereformeerde Partij tijdens zowel de eerste als de tweede feministische golf past binnen het antifeminisme. 

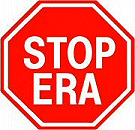
Symbool gebruikt door tegenstanders van het ERA

### Verenigde Staten
In 1972 werd in de VS de organisatie STOP ERA opgericht. Later werd deze organisatie bekend als "Eagle Forum". De organisatie pleitte met succes voor het blokkeren van het ERA amendement.
Een andere Amerikaanse organisatie is de Concerned Women of America. Net als andere conservatieve vrouwengroepen verzetten zij zich tegen abortus en tegen het homohuwelijk. Een jongere versie daarvan is de Independent Women's Forum. De organisatie werd opgericht tegenover het "oude feministische bolwerk". Beide organisaties beroepen zich erop dat ze vrouwen die zich niet herkennen in de feministische retoriek samenbrengen. De organisaties zeggen er te zijn door vrouwen, voor vrouwen. Zij hebben bezwaar tegen feministen die pretenderen te spreken namens alle vrouwen. De IWF beweert "de stem van redelijke vrouwen die gezond verstand omarmen in plaats van verdeeldheid" te zijn.

### India
In India bestaat een antifeministische organisatie, de Save Indian Family Foundation (stichting voor de redding van het Indiase gezin). Deze stichting is tegenstander van wetten die volgens hen gebruikt worden tegen mannen.

### Wereldwijd
De Alt-right beweging wordt veelal gezien als antifeministisch.